# Doris Laine
Doris Linnea Laine (Helsinki, 31 ottobre 1931 – Helsinki, 15 dicembre 2018) è stata una ballerina e direttrice artistica finlandese.

## Biografia
Doris Laine nacque in una famiglia proletaria ad Helsinki e studiò danza alla Scuola del Balletto Nazionale Finlandese, perfezionandosi anche all'Università russa di arti teatrali e all'Accademia statale di coreografia di Mosca. 
Nel 1947 fu scritturata nel corps de ballet del Balletto Nazionale Finlandese, di cui fu promossa solista nel 1952 e prima ballerina nel 1956. Molto nota per il suo virtuosismo tecnico, danzò come prima ballerina della compagnia finlandese per vent'anni, due dei quali come prima ballerina ospite del London Festival Ballet (1964-1966).
Nel 1985 fu nominata direttrice artistica del Balletto Nazionale Finlandese e ricoprì la carica per sette anni, durante i quali ampliò il repertorio della compagnia con balletti commissionati a coreografi finlandesi. Tra il 1992 e il 1995 fu direttrice artistica del Balletto del Komische Oper Berlin.
Fu sposato con il tenore Alfons Almi dal 1952 alla sua morte nel 1991; la coppia ebbe una figlia, Heidi, nata nel 1956. Laine è morta nella natia Helsinki nel 2018 all'età di 87 anni.